# 古代漢語 (著作)

王力《古代漢語》的黑白圖像。

由中國大陸漢語學家王力主編的《古代漢語》是中國語言文學專業的一門同名基礎課的教材。這門課是門工具課，致力於提高讀者閱讀中國古代漢語文獻的能力。1959年，北京大學中文系在王力的主持下進行了古代漢語課程的改革，把古漢語的文選、常用詞和理論結合起來教。《古代漢語》一書即由北大的內部講義修改、補充而成。全書共四册，最早於1964年由中華書局出全，字數126萬多。1987年獲全國高等學校優秀教材特等奬。截至2006年，已重印40多次，總印數近190萬部。

## 特色
- 對於通假字、異體字和古今字，分别用“通”、“同”和“后来写作某”區別開來。
- 使用文选、常用词、古汉语通论三部分相互交叉的方式讲解。

## 版本
- 1962　第一版（第一、二冊）　中華書局出版
- 1963　第三冊出版
- 1964　第四冊出版
- 1981　中華書局第二版　1980年開始修訂，仍由王力主持
- 1989/1　台北藍燈文化事業公司初版
- 1999　第三版　　　　　　1997年開始修訂，由郭锡良主持
- 2018　第四版